# Dörpfeld
Dörpfeld ist eine Hofschaft in Hückeswagen im Oberbergischen Kreis im Regierungsbezirk Köln in Nordrhein-Westfalen (Deutschland).

## Lage und Verkehrsanbindung
Dörpfeld liegt im westlichen Hückeswagen nahe Scheideweg. Weitere Nachbarorte sind Strucksfeld, Maisdörpe, Stoote, Dreibäumen, Hülsenbusch, Dörpfelderhöhe und Kurzfeld. Die Hofschaft ist über eine Stichstraße von der Landstraße L68 zwischen Scheideweg und Straßweg erreichbar.
Zwischen Dörpfeld und Dörpfelderhöhe entspringt der Dörpfelder Bach, ein Zufluss des Bachs Kleine Dhünn.

## Geschichte
Im Jahre 1189 wurde der Ort das erste Mal in Kirchenrechnungen urkundlich erwähnt. Schreibweise der Erstnennung: in der Duripypmolen.
Erwähnung findet die Hofschaft Dörpfeld schon im 12. Jahrhundert als Hof Duripfelde. Graf Heinrich von Hückeswagen verpfändete die Grafschaft Hückeswagen an den Grafen von Berg für 100 Mark. Die Hückeswagener Ortsteile mussten die jährlichen Rentzahlungen von 20 Mark aufbringen. Der Anteil Dörpfelds und der umliegenden Hofschaften betrug dabei 15 Mark.
Im 18. Jahrhundert gehörte der Ort zum  bergischen Amt Bornefeld-Hückeswagen. 1815/16 lebten 19 Einwohner im Ort. 1832 gehörte Dörpfeld der Großen Honschaft an, die ein Teil der Hückeswagener Außenbürgerschaft innerhalb der Bürgermeisterei Hückeswagen war. Der laut der Statistik und Topographie des Regierungsbezirks Düsseldorf als Weiler kategorisierte Ort besaß zu dieser Zeit vier Wohnhäuser und acht landwirtschaftliche Gebäude. Zu dieser Zeit lebten 32 Einwohner im Ort, drei katholischen und 29 evangelischen Glaubens.
Im Gemeindelexikon für die Provinz Rheinland werden für 1885 zwei Wohnhäuser mit 14 Einwohnern angegeben. Der Ort gehörte zu dieser Zeit zur Landgemeinde Neuhückeswagen innerhalb des Kreises Lennep. 1895 besitzt der Ort ein Wohnhaus mit zehn Einwohnern, 1905 ein Wohnhaus und acht Einwohner.

## Wander- und Radwege
Folgende Wanderwege führen durch den Ort:
- Der Ortswanderweg ( = ) von Großkatern nach Kräwinklerbrücke und

- der Bergische Panoramasteig (4. Etappe: Dhünn (Wermelskirchen) - Radevormwald).

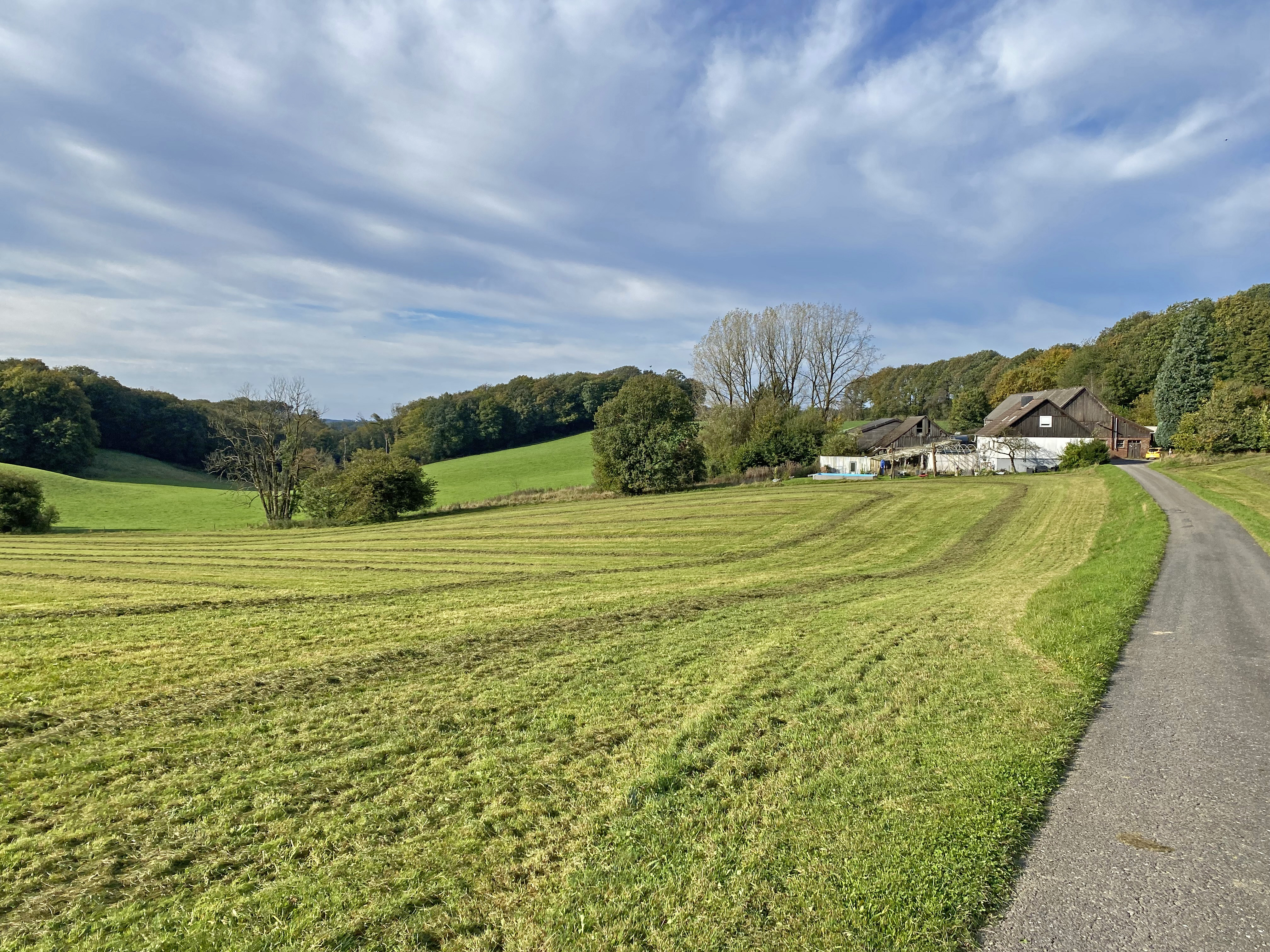
Hofschaft Dörpfeld - Zufahrt von der L 68
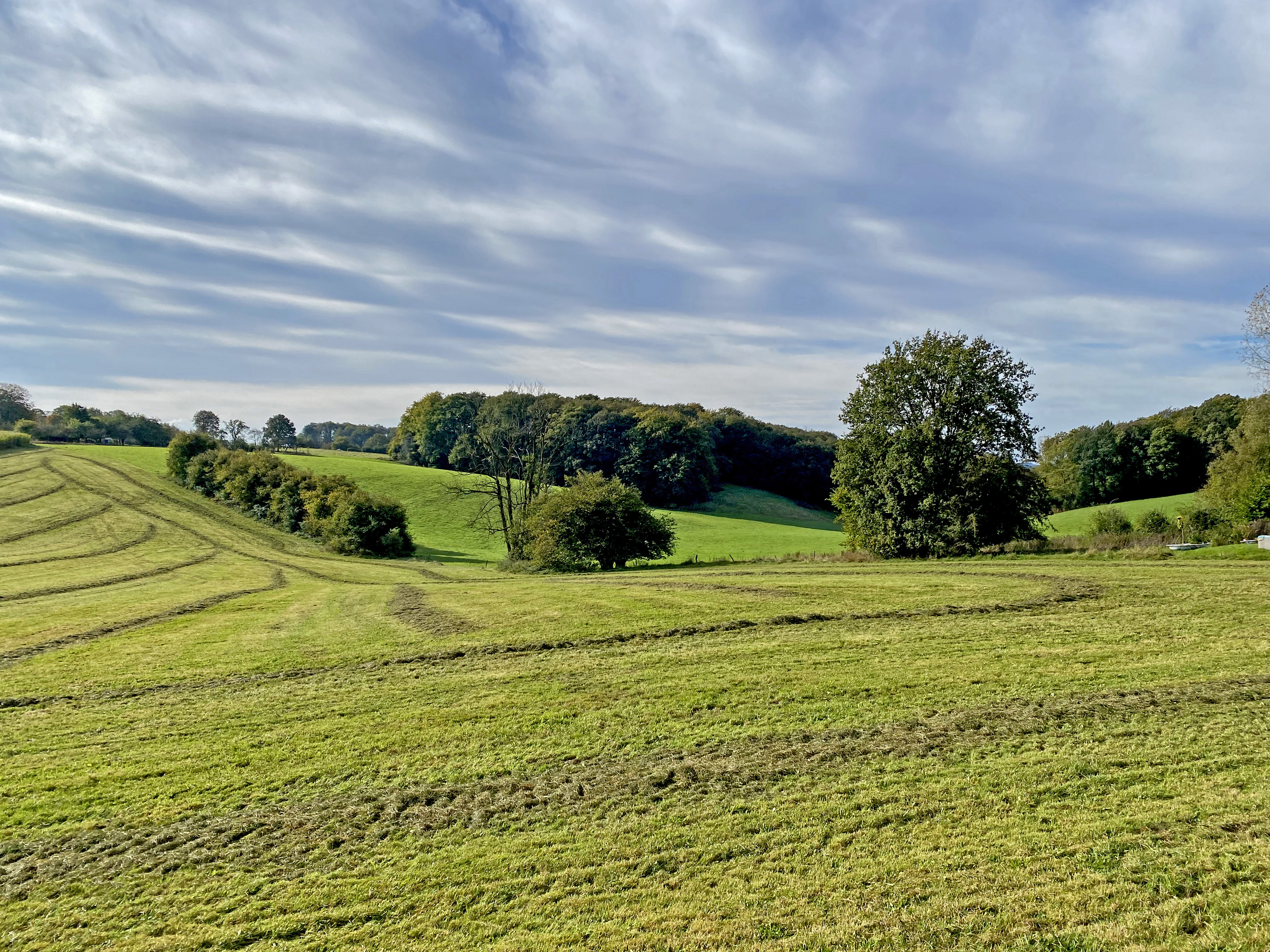
Umgebung Dörpfelder Bachtal
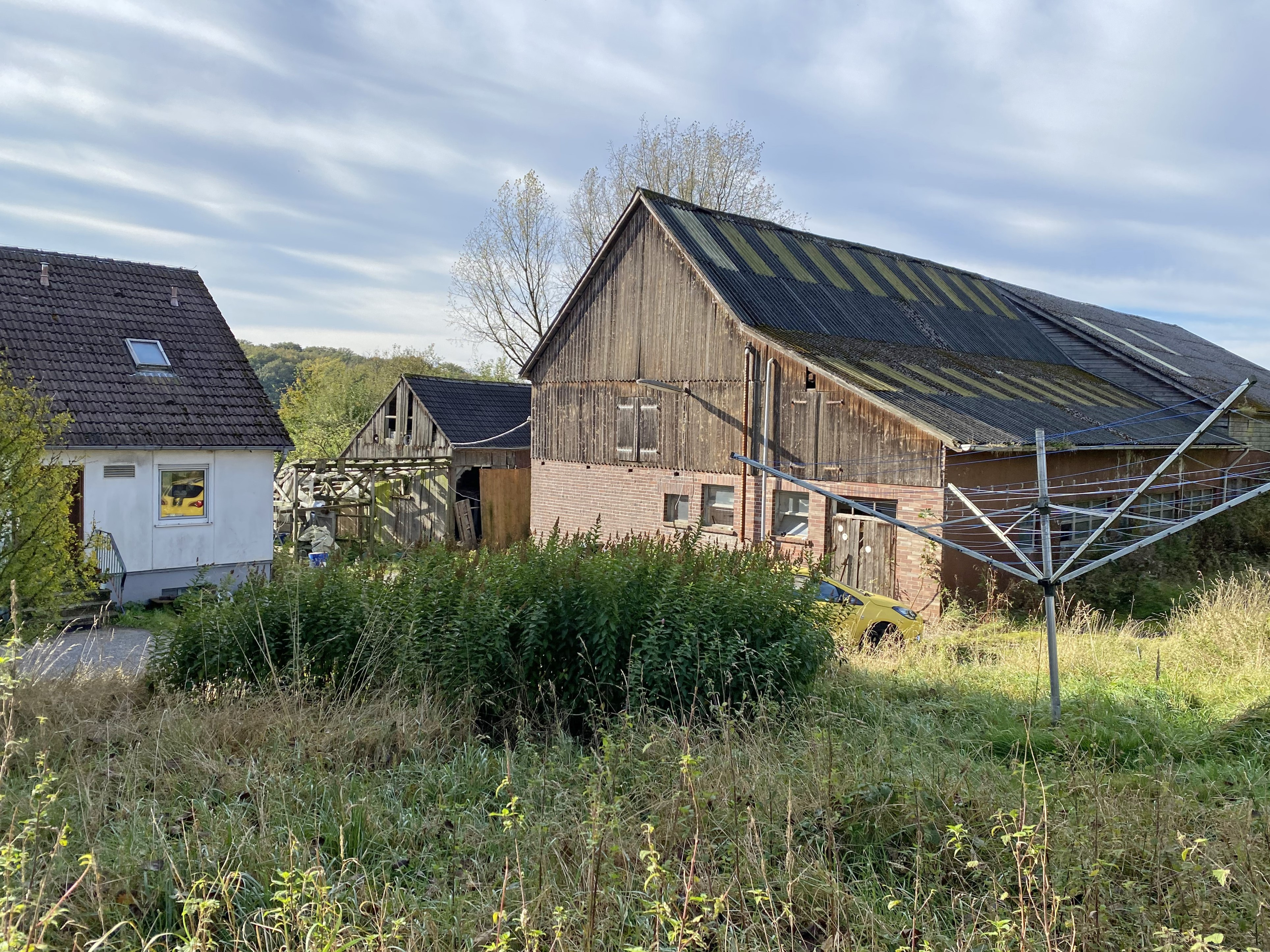
Hofgebäude in Dörpfeld
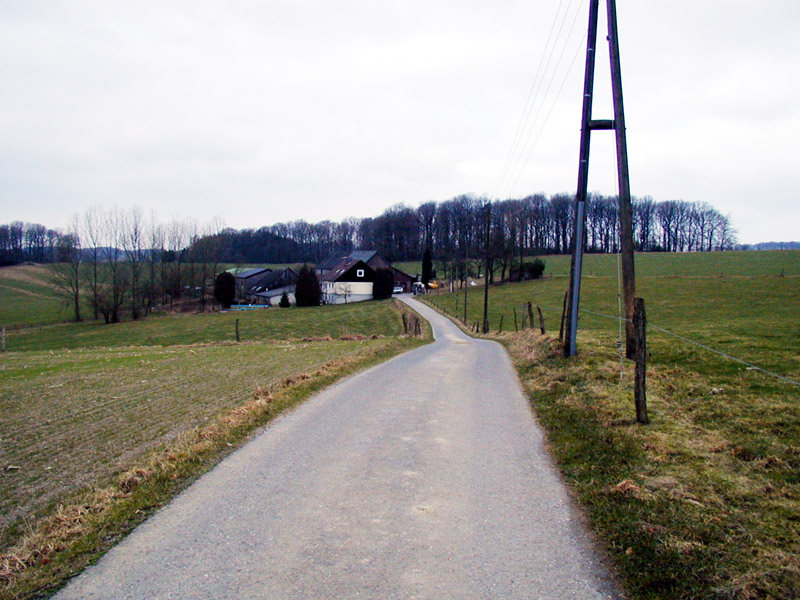
Ortschaft Dörpfeld